# تاريخ مجمع معابد الكرنك

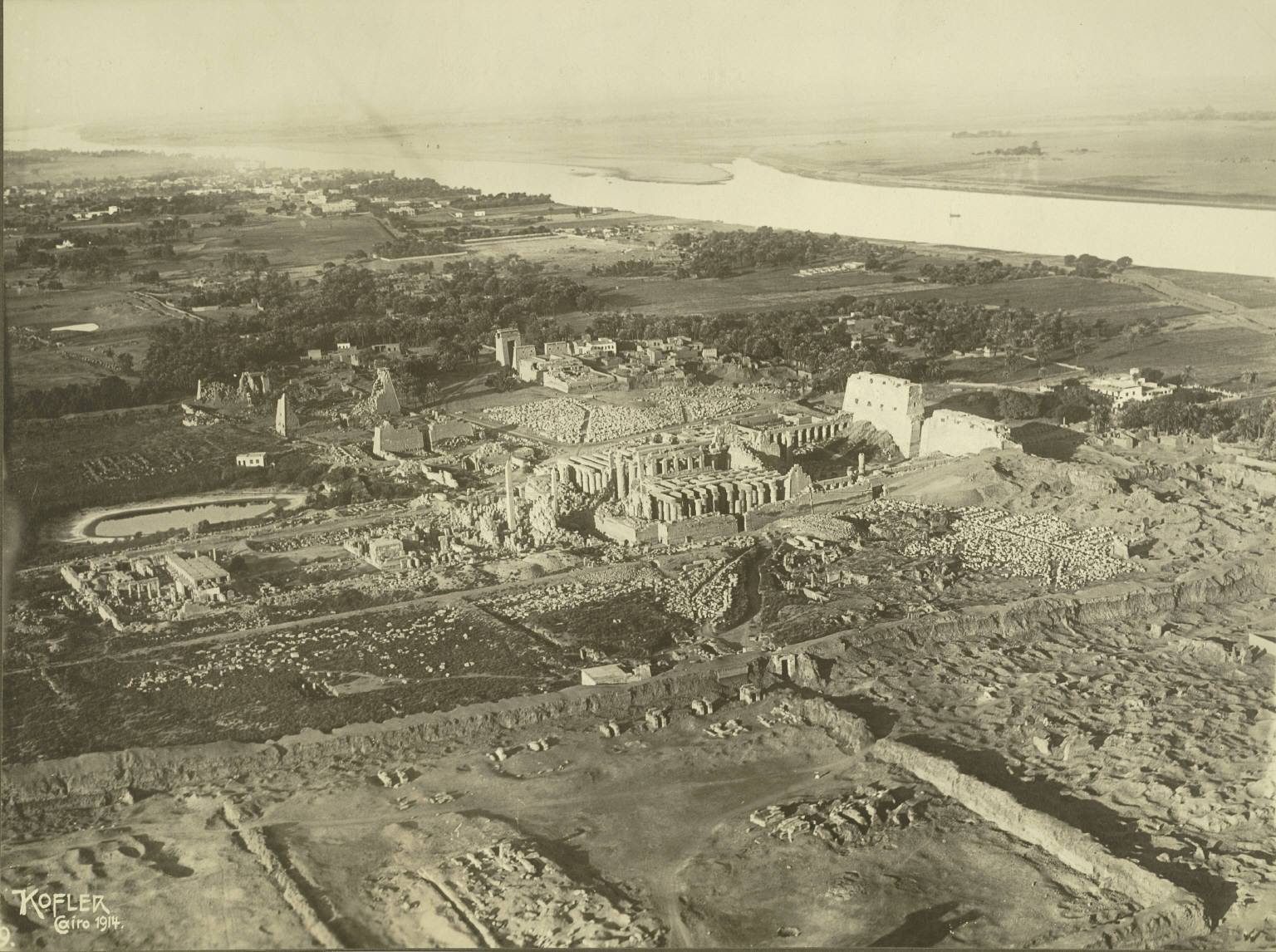
صورة لمجمع معابد الكرنك التقطت في عام 1914، مكتبة جامعة كورنيل

إنَّ تاريخ مجمع معبد الكرنك يرتبط بشكل كبير بتاريخ طيبة. حيث لا يبدو أن المدينة كانت ذات أهمية قبل الأسرة الحادية عشرة، وكان أي بناء للمعبد هنا صغيرًا نسبيًا وغير ذي أهمية، وكانت أي أضرحة مكرسة للإله المبكر لطيبة، منتو. أقدم قطعة أثرية وجدت في منطقة المعبد هي عمود صغير ذو ثمانية أضلاع من الأسرة الحادية عشرة، ويذكر فيه آمون-رع. ويذكر قبر إنتف الثاني "بيت آمون"، مما يشير إلى وجود هيكل ما، سواء كان ضريحًا أو معبدًا صغيرًا غير معروف. أما الاسم القديم للكرنك، إپت سوت (ويُترجم عادةً إلى "الأماكن المختارة بحساب")، فيشير فقط إلى الهياكل المركزية الأساسية في مجمع آمون رع، وكان مستخدمًا منذ أوائل الأسرة الحادية عشرة، مما يدل مرة أخرى على وجود شكل من أشكال المعبد قبل توسع الدولة الوسطى في مصر.

خريطة لمجمع معابد الكرنك

## الدولة الوسطى
بحلول الوقت الذي أصبح فيه ملوك الأسرة الحادية عشرة في طيبة حكامًا لمصر كلها، كانت منطقة الكرنك تُعتبر بالفعل أرضًا مقدسة، ويبدو أن هناك نوعًا من الهياكل لعبادة آمون كان موجودًا قبل توحيد مصر، ويبدو أنه كان يقع في مكان ما ضمن منطقة الكرنك. جلب توحيد مصر للإله آمون (الإله المحلي للمنطقة) قوة وثروة متزايدتين، وتم دمجه تدريجيًا مع إله الشمس رع ليصبح آمون-رع. يُعد المصلى الأبيض الخاص بـ سنوسرت الأول وفناء الدولة الوسطى أقدم الآثار المتبقية للمباني داخل منطقة المعبد. بالقرب من البحيرة المقدسة، كشفت الحفريات عن وجود تجمع سكاني مخطط.
كان المشروع الرئيسي في هذا العصر هو تخطيط فناء الدولة الوسطى.

## المملكة الحديثة
شهدت المملكة الحديثة تحول المعبد المتواضع نسبيًا إلى مركز ديني ضخم للدولة، مع ازدياد ثروة مصر القديمة.

### الأسرة الثامنة عشرة

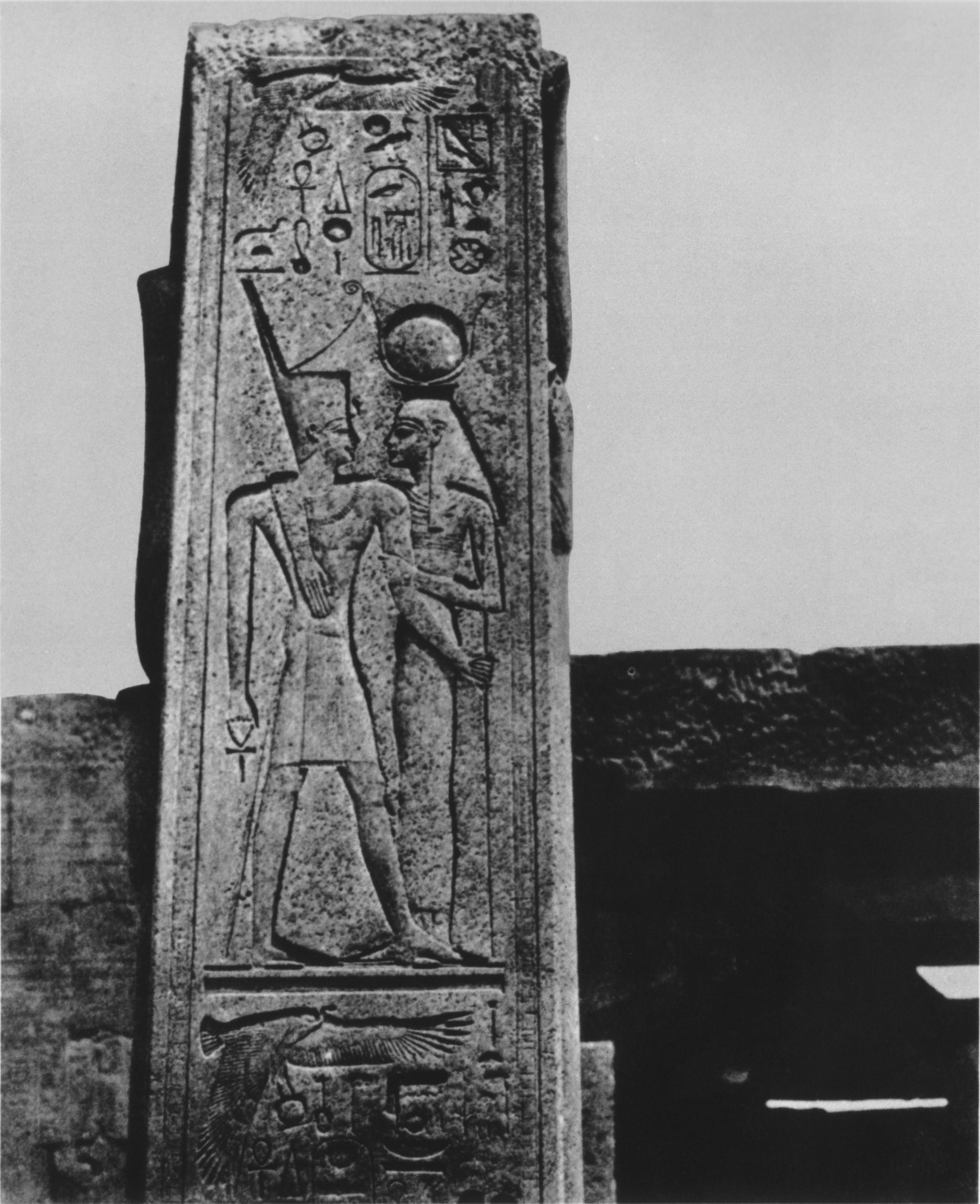
مسلة في الكرنك، التقطها ماكسيم دو كامب، حوالي عام 1850

شهدت الأسرة الثامنة عشرة توسيعًا كبيرًا في مجمع المعبد. قام أمنحتب الأول ببناء مزار للقارب وبوابة. أقام تحتمس الأول جدارًا حول معبد الدولة الوسطى، ليربط بين البوابات الرابعة والخامسة، التي تمثل أقدم جزء من المعبد لا يزال قائمًا في مكانه. يحتوي هذا الجدار على أربعة عشر عمودًا على شكل بردي ومسلتين لحتشبسوت، تم إخفاؤهما لاحقًا بجدران أقامها تحتمس الثالث. قام تحتمس الثاني بتخطيط ساحة احتفالية أمام المعبد، والتي أزيلت بواسطة البناء اللاحق، لكن تم استرجاع بعض أحجارها من الردم في البوابة الثالثة. خلال عهد حتشبسوت وتحتمس الثالث، تم بناء جدار آخر محصن بأبراج، وتم إنشاء أو توسيع البحيرة المقدسة المجاورة. خلال فترة حكم تحتمس الثالث، تم توسيع المعبد الرئيسي بنسبة 50% بإضافة بناء يُسمى آخ مِنو. ويترجم الاسم عادةً على أنه "أروع الآثار"، ولكن هناك ترجمة بديلة. وفقًا لكتاب "قواعد اللغة المصرية" لغاردينر، يمكن أن تعني كلمة "آخ" إما المجد أو الروح الحية/المباركة (على سبيل المثال، غالبًا ما يتم ترجمة اسم أخناتون إلى "روح آتون الحية"). لذا يمكن أن تكون الترجمة البديلة "النصب التذكاري للروح الحية". يُعرف الآن باسم قاعة احتفالات تحتمس الثالث، التي تبدو مزينة لتشبه خيمة ضخمة، مزودة بمظلات وأعمدة خيمية.
في هذا المعبد، تُظهر قائمة ملوك الكرنك تحتمس الثالث مع بعض الملوك السابقين الذين بنوا أجزاء من مجمع المعبد. بعد فترة قصيرة من الانقطاع خلال فترة العمارنة، عندما تم نقل العاصمة المصرية إلى أخت آتون، استؤنف البناء في الكرنك في عهد توت عنخ آمون وحورمحب. تم بناء البوابة التاسعة على المحور الجنوبي باستخدام مادة معروفة باسم التلاتات من أخت آتون التي تم هدمها.

### الأسرة التاسعة عشرة

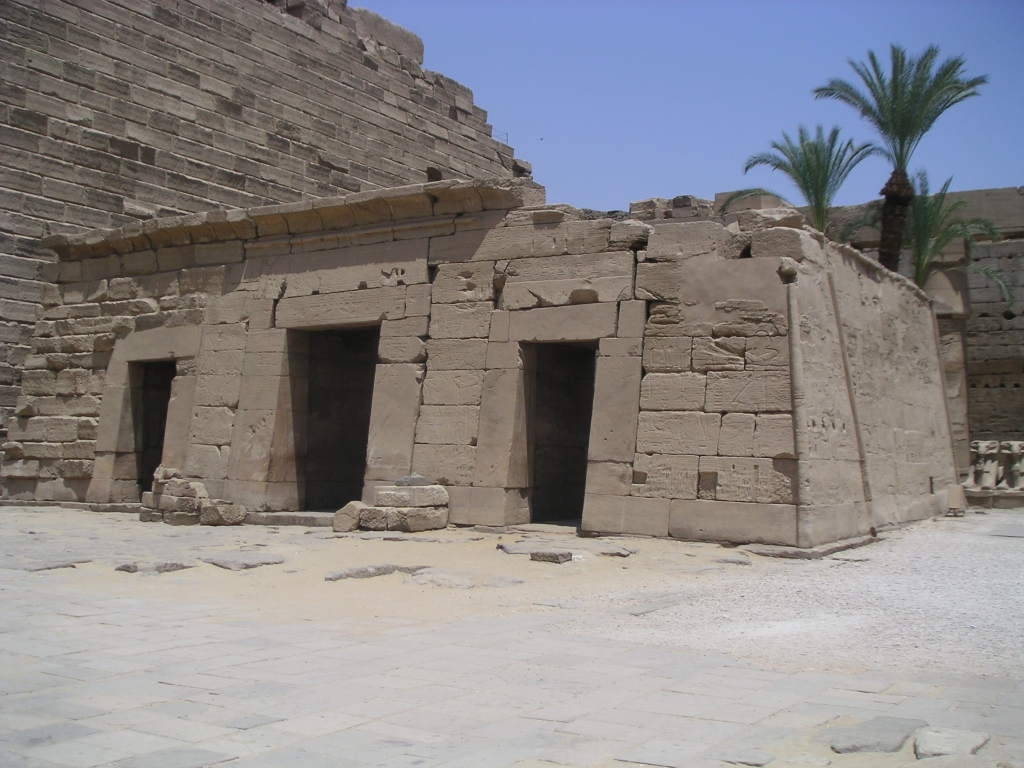
مزار القارب لسيتي الثاني

قد يكون بناء قاعة العُمُد الكبرى قد بدأ أيضًا خلال فترة الأسرة الثامنة عشرة، على الرغم من أن الجزء الأكبر من البناء تم تحت حكم سيتي الأول ورمسيس الثاني. قام مرنبتاح بتخليد انتصاراته على شعوب البحر على جدران فناء الخبيئة، وهو بداية الطريق الاحتفالي المؤدي إلى معبد الأقصر. يخبرنا هذا النقش العظيم (والذي فقد الآن حوالي ثلث محتواه) عن حملات الملك وعودته في النهاية مع الغنائم والأسرى. بجانب هذا النقش توجد "لوحة النصر"، التي تعتبر نسخة كبيرة من قصيدة انتصارات مرنبتاح الأكثر شهرة، والتي تم العثور عليها في المجمع الجنائزي لمرنبتاح في الضفة الغربية. أضاف ابن مرنبتاح، سيتي الثاني، مسلتين صغيرتين أمام البوابة الثانية، ومزارًا ثلاثي الأروقة شمال الطريق الاحتفالي في نفس المنطقة. تم بناء هذا المزار من الحجر الرملي، واحتوى على مصلى مخصص لـآمون يحيط به مصليان لـموت وخونسو.
لم يضف الحكام الأخيرون لهذه الأسرة الكثير إلى مجمع المعبد.

### الأسرة العشرون
مع تراجع قوة الإمبراطورية المصرية، انخفضت أعمال البناء في جميع أنحاء طيبة، وهذا يتجلى في الإنشاءات التي تمت خلال هذه الفترة. تم بناء معبد خونسو وتوسيعه في عهد رمسيس الثالث ورمسيس الرابع، وأضيفت محطة كبيرة للقارب أمام البوابة الثانية. كانت هذه الإنشاءات كبيرة بما يكفي لتكون معبدًا رئيسيًا في مكان آخر، وتشبه في تصميمها معبد رمسيس الثالث الجنائزي في مدينة هابو.
بعد ذلك، لم يضف الملوك اللاحقون خلال هذه الفترة الكثير إلى المجمع العام، وركزوا بشكل رئيسي على معبد خونسو. تراجع قوة الأسرة يظهر في النقوش التي تُظهر خادم آمون الأول أمنحتب بنفس حجم رمسيس التاسع.

## الفترة الانتقالية الثالثة
في عصر الاضمحلال الثالث، حدث انقسام في مصر حيث حكم ملكٌ في الشمال، بينما حكم كهنة آمون الأكابر في طيبة. ويبدو أن ملوك الشمال لم يقوموا ببناء أي شيء يُذكر أو إضافة شيء إلى المجمع، لكن كهنة آمون استمروا في تزيين معبد خونسو، وخاصة حريحور وبينيجم الأول.

### الأسرة الثانية والعشرون
يبدو أن ملوك الأسرة الثانية والعشرون أعدوا لتخطيط المنطقة إلى [أين؟] أمام البوابة الثانية بإنشاء صف أعمدة وبوابة جديدة (والتي تم استبدالها لاحقًا بالبوابة الأولى). هذا البناء الجديد أحاط بمحطات قوارب سيتي الثاني ورمسيس الثالث. وبين هذا المعبد اللاحق والبوابة الثانية، قام ششنق الأول بتخليد فتوحات وحملاته العسكرية في سوريا وفلسطين من خلال بناء بوابة بوبسطة.

### الأسرة الخامسة والعشرون

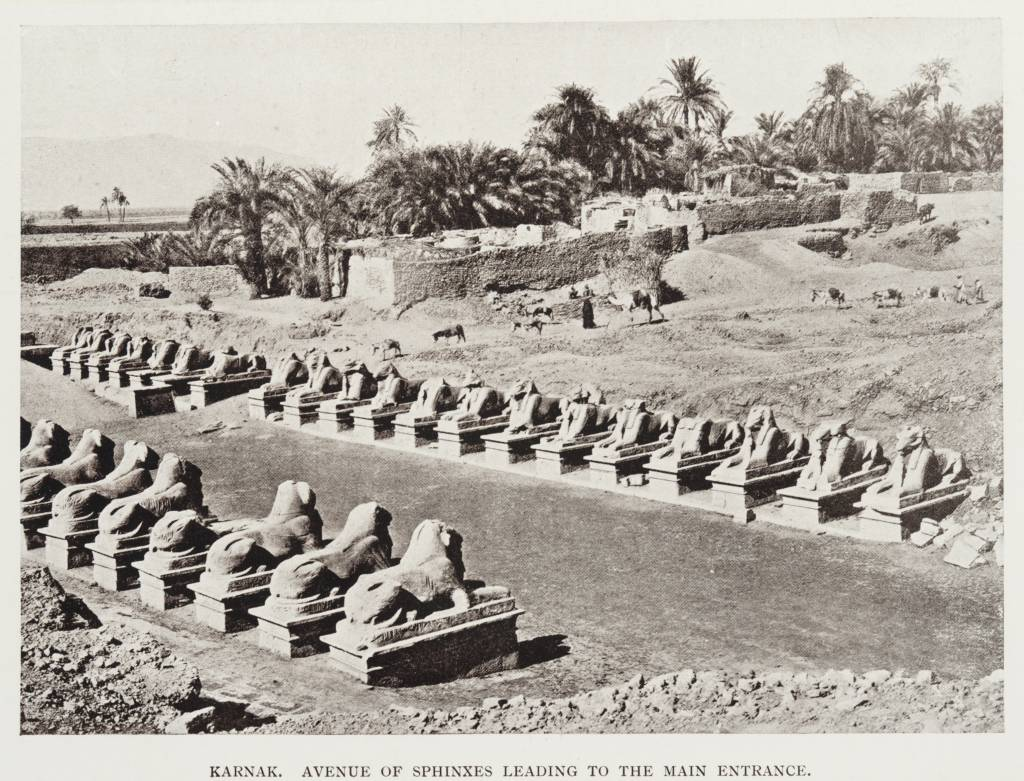
طريق الكباش

الملك الوحيد الذي قام بإضافات إلى المجمع خلال هذه الفترة هو تهارقا، الذي بنى "مبنى تهارقا" في الساحة الأمامية بين البوابتين الأولى والثانية. أدى ذلك إلى إزاحة طريق الكباش إلى جانب الساحة، حيث لا تزال موجودة حتى اليوم. كما أضاف صفًا من الأعمدة إلى فناء منتو.

## العصر المتأخر

### الأسرة الثلاثون
كانت آخر إضافة كبيرة في تخطيط المعبد هي إنشاء البوابة الأولى والجدران الضخمة التي تحيط بمجمع الكرنك بالكامل، وقد تم بناؤها بواسطة نختنبو الأول، مكملًا بذلك التصميم الذي بدأه ملوك الأسرة الثانية والعشرين.

## التطورات النهائية

### العصر البطلمي
قام فيليبوس الثالث المقدوني باستبدال مزار تحتمس الثالث بمزار من الجرانيت الأحمر. يتكون من غرفتين، تتماشى مع المحور الرئيسي للمعبد. وكان معبد إيبت آخر مبنى عبادة مهم يتم بناؤه في مجمع الكرنك.

### العصر الروماني
عبر التاريخ المصري، كان الحكام الأوائل للسلالات الجديدة يسعون دائمًا إلى تأكيد شرعيتهم من خلال تبني الآلهة المحلية ورعاية معابدهم. في هذا السياق، لم يكن الإمبراطور أغسطس استثناءً. شهدت مصر تشييد العديد من المعالم باسمه وباسم خلفائه. في مجمع الكرنك، كانت المساحات المقدسة ممتلئة بالفعل بالأضرحة والقاعات والمقدسات، لذلك اقتصر عمل أغسطس على تزيين معابد الأوبت وخونسو. ولم يسهم الأباطرة اللاحقون كثيرًا في توسعة الكرنك، رغم إقامة مبانٍ مهمة في مناطق أخرى من مصر.
البناء الوحيد الذي أقامه الرومان في الكرنك كان معبدًا صغيرًا يقع أمام الصرح الأول، إلى الجنوب من البوابة الرئيسية. كان هذا المعبد مخصصًا لعبادة الإمبراطور، ويتميز برواق من الأعمدة الكورنثية. بُني من الطوب اللبن، وبلغت أبعاده 14 مترًا في العمق و8.6 مترًا في العرض، بينما كانت بعض أجزاء المعبد مثل الرواق والمدخل مرصوفة بالحجر الرملي. داخل المعبد، وُضعت أربعة عشر قاعدة لتماثيل الأباطرة، ولكن التماثيل نفسها مفقودة الآن. من النقوش الباقية على القواعد، يمكن تمييز أسماء أغسطس، تيبريوس، كلوديوس، وتيتوس ابن فيسباسيان.
إلى جانب هذا المعبد، قام تيبريوس ببعض أعمال الترميم في ساحة الدولة الوسطى وزخرف مصلى أوزيريس-القفطي وبعض بوابات معبد بتاح. كما توجد لوحة باسمه توثق إعادة بناء سور حرم معبد موت. ترك نيرون نقشًا قصيرًا على الواجهة الشمالية للصرح التاسع، بينما يظهر اسم دوميتيان داخل معبد تحتمس الثالث بنصوص تالفة تشير إلى ترنيمة للشمس المشرقة.
من المعالم المهمة التي تعود إلى تلك الفترة بقايا لوحة ضخمة من الحجر الرملي أقامها دوميتيان أمام مدخل الكرنك. تشير الأجزاء المكتشفة من هذه اللوحة إلى معلومات مالية تتعلق بالضرائب المفروضة على التجار مثل بائعي المواد الغذائية والفخاريين وبائعي النبيذ. هذا النوع من اللوحات، التي احتوت على قرارات أو إعلانات عامة، يدل على أن المنطقة أمام مدخل الكرنك كانت تُستخدم كمنطقة عامة أو ربما كساحة أو "أغورا" خلال الفترة اليونانية-الرومانية.
بحلول أواخر العهد الروماني، كان مجمع الكرنك قد بدأ يفقد دوره المقدس كمركز لعبادة آمون. وتشير الأدلة إلى تراجع أهميته، بينما تمحورت العبادة بشكل متزايد حول معبد الأقصر، الذي وسّعه الرومان وحصّنوه في عهد قسطنطين الكبير. في عام 330 م، أمر قسطنطين بنقل المسلة الكبرى في معبد الكرنك الشرقي إلى روما، لكنها بقيت في الإسكندرية لعدة سنوات بسبب عدم وجود سفينة تستطيع نقلها. وفي عام 356 م، نُصبت أخيرًا في سيرك ماكسيموس في روما. لاحقًا، تم نقل مسلة أخرى لتحتمس الثالث من أمام الصرح السابع إلى القسطنطينية، حيث نُصبت في ميدان سباق الخيل في عام 391 م.

### العصر المسيحي
في عام 323 م، اعترف قسطنطين بالمسيحية كدين رسمي للإمبراطورية، وتبعه الإمبراطور ثيودوسيوس الذي أصدر في عام 380 م مرسومًا بجعل المسيحية الدين الرسمي، وإغلاق المعابد الوثنية في كافة أنحاء الامبراطورية. في هذا الوقت كان معبد الكرنك مهجورًا في الغالب، وتم تأسيس الكنائس المسيحية بين الأنقاض، وأشهر مثال على ذلك هو إعادة استخدام القاعة المركزية لـ قاعة احتفالات تحتمس الثالث، حيث لا تزال الزخارف المرسومة للقديسين والنقوش القبطية موجودة.

## إعادة الاكتشاف